# Derbi Dinamo – Rijeka
Derbi Dinamo – Rijeka utakmica je između zagrebačkog Dinama i kvarneske Rijeke.

## Statistika
| Klubovi           | Ukupno odigranih utakmica | Broj pobjeda | Neriješeno | Postignuti pogodci | Izvor |
| ----------------- | ------------------------- | ------------ | ---------- | ------------------ | ----- |
| GNK Dinamo Zagreb | 77                        | 43           | 17         | 145                | [ 1 ] |
| HNK Rijeka        | 77                        | 17           | 17         | 70                 | [ 1 ] |